# شیموزوما چوکو
شیموزوما چوکو (به ژاپنی: 下間仲孝 Shimozuma Chūkō)؛ ۱ ژانویهٔ ۱۵۵۱ – ۱ ژانویهٔ ۱۶۱۶) بهکشو یا راهب شین بودیسم در هونگانجی اهل ژاپن بود.